# آنتونیو باراژان
آنتونیو باراژان (انگلیسی: Antonio Barragán؛ زادهٔ ۱۲ ژوئن ۱۹۸۷) بازیکن فوتبال اهل اسپانیا است.
از باشگاه‌هایی که در آن بازی کرده‌است می‌توان به باشگاه فوتبال دپورتیوو لاکرونیا، باشگاه فوتبال والنسیا، باشگاه فوتبال رئال وایادولید، باشگاه فوتبال لیورپول، تیم ملی فوتبال زیر ۱۷ سال اسپانیا، تیم ملی فوتبال زیر ۲۱ سال اسپانیا، و باشگاه فوتبال رئال بتیس اشاره کرد.
وی همچنین در تیم‌های ملی فوتبال زیر ۱۷، ۱۹، ۲۰ و ۲۱ سال اسپانیا بازی کرده‌است.